# Mariaverschijningen in Nederland
Mariaverschijningen in Nederland zijn verschijningen van de moeder van Jezus die in Nederland zouden hebben plaatsgevonden.

## Situering
Verschijningen van de Moeder Gods, van Jezus, van engelen of heiligen, behoren wereldwijd tot het volksgeloof binnen de rooms-katholieke kerk. 
De hiërarchie van deze kerk heeft steeds een afwijzende houding gehad tegenover bovennatuurlijke verschijnselen, meer bepaald tegenover Mariaverschijningen. Op de ongeveer 4500 geregistreerde gevallen wereldwijd, zijn er een kleine duizend die een verschijning van Maria, de Moeder van Jezus betreffen. Hiervan zijn er een vijftiental waarvan de bovennatuurlijke oorsprong door de Kerk erkend is. Wel moet gezegd dat deze erkenning hoofdzakelijk op het niveau van het betrokken bisdom door de plaatselijke bisschop is gebeurd, terwijl de centrale overheid een eerder afwachtende houding innam. Plaatselijk was men gevoelig voor de volkstoeloop die door de verschijningen werd veroorzaakt en door de stroom van bedevaarders die tot stand kwam. Het was dus meer uit pastorale overwegingen dan uit echte overtuiging van het bovennatuurlijk karakter, dat verschijningen werden erkend. Er werd hierbij vaak benadrukt dat de toestemming op een bepaalde plek de Moeder Gods te vereren, niet inhield dat haar verschijning als waarachtig werd erkend.
De Mariaverering werd de hoofdbedoeling, los van het al dan niet geloven in de verschijningen. Niemand, ook geen enkele rooms-katholiek, hoeft in verschijningen te geloven. De katholieke kerk toont hierin de weg want ze gelooft weinig of niets van de verschijningen. Het kinderlijke en argeloze volksgeloof met betrekking tot wonderlijke gebeurtenissen heeft niet alleen gemaakt dat zich veel verschijningen hebben voorgedaan, maar ook dat aan een aantal onder hen ruim geloof werd gehecht en de plaatsen waar ze zich hadden voorgedaan, uitgroeiden tot aanzienlijke bedevaartsoorden.

## Geschiedenis
In sommige meer uitgesproken katholieke landen zijn de gemelde verschijningen talrijk geweest, zoals in Italië (200), Frankrijk (177), Duitsland (112). In het België, opvolger van wat eeuwenlang de Zuidelijke Nederlanden was, werden een goede vijftig gevallen genoteerd, in grote mate te situeren in de twintigste eeuw.
In Nederland is het aantal gemelde verschijningen beperkt tot zeven. Over de hele periode vanaf de tiende tot de negentiende eeuw waren het er amper twee. De twintigste eeuw kende er vijf.

## De verschijningen

### 915: Utrecht
De heilige Radboud van Utrecht (850-917), bisschop van Utrecht, was tegen het einde van zijn leven, na een vermoeiende Romereis, zwaar ziek geworden. Hij vertrouwde toe dat hij toen een verschijning van Maria had gekregen, die vergezeld was door de heiligen Thekla van Iconium en Agnes. De Moeder Gods verzekerde hem een spoedige genezing die hem zou toelaten zijn werkzaamheden te hervatten. Radboud genas en bleef nog twee jaar actief.

### 1413: Schiedam
Tijdens haar hele leven werd de heilige Liduina van Schiedam (1380-1433) door ziekten geplaagd. Ze kreeg het bezoek van Maria, vergezeld van het kind Jezus. Terwijl ze haar hele leven grotendeels bedlegerig was, kreeg ze visioenen waarbij ze met haar engelbewaarder vele landen bezocht. Ze werd onmiddellijk na haar dood als een heilige vereerd.

### 1925: Welberg
In het dorp Welberg, nu deel van Steenbergen, woonde Johanne Gorissen (1906-1960), die zei vaak Maria in verschijningen te hebben gezien. Ze ging door als zieneres en als gestigmatiseerde. Ze werd sterk gesteund door de plaatselijke pastoor, Adrianus Ermen (1892–1972), bij wie ze ging inwonen en met wie ze later bekende een relatie te hebben gehad. De bisschop van Breda, Petrus Hopmans (1865-1951) keek weinig naar haar om, terwijl de bisschop van Roermond, Guillaume Lemmens (1881-1960), een sterke aanhanger van haar was. De verslagen die het Heilig Officie over haar en haar verschijningen maakte waren vernietigend. De bisschop van Breda, Joseph Baeten (1893-1964), maakte van zodra hij het ambt van zijn voorganger overnam, komaf met het hele verhaal, zorgde ervoor dat alle verwijzingen naar de verschijningen verdwenen en maakte een einde aan de bedevaarten. Janske Gorissen verdween uit Welberg en overleed in Wouw.

### 1945: Amsterdam
De Amsterdamse Ida Peerdeman (1905-1996) kreeg tussen 1945 en 1959 zesenvijftig Mariaverschijningen. Hoewel dezen kerkelijk nooit als bovennatuurlijk verschijnsel zijn erkend, kent de Vrouwe van alle volkeren, zoals de verschijning werd genoemd, nog altijd verering in Amsterdam, om pastorale redenen ondersteund door het bisdom Haarlem. Meerdere keren echter heeft het Vaticaan opgeroepen een actieve verspreiding van de cultus tegen te gaan. Ze deed dit reeds in de jaren 50, vervolgens in de jaren 70 en opnieuw enkele malen na de millenniumwisseling (2020, 2024).

### 1947: Vorstenbosch
De Maagd Maria verscheen op vrijdag 27 juni, naar hun zeggen, zwevend boven een aardappelveld, gehuld in een hemelsblauw gewaad en met een leliekroon, aan Anton van der Velden (12 jaar) en zijn broer Bertus (11 jaar). Geen kerkelijk gevolg.

### 1949: Weert
Maria verscheen herhaalde malen aan een anoniem gebleven vrouw, die de stigmata droeg. Ook hier werd geen kerkelijk gevolg gegeven.

### 1978: Berlicum
Maria verscheen voor het eerst op 16 juli aan Elisabeth Sleutjes (1911-2007) en genas haar. Ze verscheen nog vele malen, tot in 1992, en sprak over de verwarde toestanden in de wereld en in de Kerk. Ze vroeg om gebed en boete. Op 21 november sprak ze over de vele abortussen. Ook aan deze verschijningen werd door de Kerk geen geloof gehecht. Een commissie aangesteld door Johannes ter Schure, bisschop van Den Bosch besloot eenparig dat er geen verschijningen hadden plaats gevonden. Niettemin werd de Mariakapel in Berlicum, hoewel in mineur, een bedevaartsoord.